# Netratalbrücke
Die Netratalbrücke ist eine 264 Meter lange Autobahnbrücke im Zuge der Bundesautobahn 44 (BAB 44) nördlich von Wichmannshausen, Stadtteil von Sontra, im nordhessischen Werra-Meißner-Kreis. Sie ist Teil des Verkehrsprojekts Deutsche Einheit Nr. 15 (Autobahnverbindung Kassel – Eisenach) und wurde ab 2017 im Zuge der geplanten Verlängerung der BAB 44 von Kassel nach Eisenach gebaut und zusammen mit dem Teilstück zwischen Waldkappel und Sontra-West am 9. Dezember 2024 für den Verkehr freigegeben.

## Geographie
Die zweistegige Plattenbalkenbrücke überquert das Tal der Netra, die Bundesstraße 7 (B 7) und einen Wirtschaftsweg. An ihrem Südende schließen nahezu unmittelbar die Anschlussstelle 81 „Ringgau“ und der im März 2019 angestochene, rund 1700 m lange Tunnel Boyneburg an. Etwa 100 m westlich der Brücke trennen sich an einem Verkehrskreisel, an den auch die Anschlussstelle Ringgau anbindet, die hier nach Osten führende B 7 und die weiter nach Süden verlaufende B 27.

## Bau und technische Daten
Bauherr ist die Deutsche Einheit Fernstraßenplanungs- und -bau GmbH (DEGES). Die Bauplanung stammt von Krebs+Kiefer aus Darmstadt; die Bauausführung liegt bei dem mittelständischen Unternehmen Hoch-, Tief- und Industriebau GmbH (HTI Greußen). Die Betonierung der ersten Pfeiler und Widerlager begann im Juni 2017.
Die Brücke ist mit zwei getrennten, jeweils 16,55 m (15,60 m zwischen den Geländern) breiten Überbauten ausgelegt, für jede Richtungsfahrbahn eine, und verläuft in leichtem Bogen über das Tal. Die beiden Überbauten wurden in vier Bauabschnitten mit drei Koppelfugen auf bodengestützten Lehrgerüsten in Ortbeton über sieben Pfeilerpaare bzw. acht Felder hergestellt, mit einer Konstruktionshöhe von 1,60 m (parallelgurtiger Überbau, ohne Voutung). Im Bereich der äußeren Widerlager und der ersten Pfeilerachse ist die Brücke auf Verformungsgleitlagern, auf den übrigen Pfeilerachsen auf Verformungslagern gelagert („schwimmende Lagerung“). Die Widerlager sind begehbare Kastenwiderlager mit einer Zwischendecke, und die Pfeiler sind radial zur Längsachse angeordnet und haben einen elliptischen Querschnitt. Die Stützweiten der Felder sind 25 m + 6 × 35 m + 29 m. Pfeiler und Widerlager sind aus Stahlbeton, die Fahrbahntafeln aus Spannbeton. Beide Fahrbahnen sind wegen ihrer leichten Kurvenführung und aus Gründen des Wasserablaufs um bis zu 3,5 Prozent nach Westen geneigt.

## Komplikationen beim Bau
Ab Juni 2018, nach Abschluss des zweiten Bauabschnitts, mussten die Bauarbeiten für längere Zeit unterbrochen werden. Bei mehreren Pfeilern wurden unerwartet große Absenkungen auf den Baugrundschichten – Flusskies / Schwemmsand und eine Verwitterungszone mittleren / unteren Buntsandsteins – insbesondere im Bereich des alten Flussbettes der Netra, die im Vorfeld verlegt worden war, gemessen. Nach Erwägung verschiedener Korrekturmaßnahmen (Baugrundinjektion; Vorwegnahme der erwarteten Setzungen über Reaktionspfähle und Pressen; nachträgliche Pfahlgründung) wurde der Überbau, sofern er bereits auf den Pfeilern lag, mit einer hydraulischen Presse wieder in seine ursprünglich geplante Lage angehoben. Wo die Pfeiler noch ohne Überbau standen, wurden deren Fundamente mittels Gewichten aus Betonbausteinen belastet, um die noch zu erwartende Senkung vorwegzunehmen.